# ヴァイラースバッハ (オーバーフランケン)
ヴァイラースバッハ (ドイツ語: Weilersbach) は、ドイツ連邦共和国バイエルン州オーバーフランケン行政管区のフォルヒハイム郡に属す町村（以下、本項では便宜上「町」と記述する）で、キルヒエーレンバッハ行政共同体を構成する。

## 地理

### 自治体の構成
この町は、公式には5の集落からなる。
- エールラースハイム
- ミッテルヴァイラースバッハ
- オーバーヴァイラースバッハ
- ライフェンベルク
- ウンターヴァイラースバッハ

### 町村合併
3つの地区（オーバーヴァイラースバッハ、ウンターヴァイラースバッハ、ライフェンベルク）は、1970年の市町村再編でヴァイラースバッハに編入された。これはバイエルン州における、個別町村から、より大きな自治体への、自発的合併の最初の例であった。

## 行政

### 議会
議会は首長を含む14議席からなる。

### 紋章
図柄: 基部は銀と赤で左右二分割、その上部境界線は尖った波線。上部は滑らかな波線で赤と銀で二分割。分割線の上に図案化されたユリの花が地色を反転させた形で描かれる。向かって左は、銀色の胸壁をもつ塔。向かって右は緑の広葉樹。

## 引用
1. ↑  https://www.statistikdaten.bayern.de/genesis/online?operation=result&code=12411-003r&leerzeilen=false&language=de Genesis-Online-Datenbank des Bayerischen Landesamtes für Statistik Tabelle 12411-003r Fortschreibung des Bevölkerungsstandes: Gemeinden, Stichtag (Einwohnerzahlen auf Grundlage des Zensus 2011)
2. ↑  Bayerische Landesbibliothek Online